# Карролл (Нью-Гемпшир)
Карролл (англ. Carroll) — місто (англ. town) в США, в окрузі Коос штату Нью-Гемпшир. Населення — 820 осіб (2020).

## Демографія
Згідно з переписом 2010 року, у місті мешкали 763 особи в 309 домогосподарствах у складі 197 родин. Було 898 помешкань
Расовий склад населення:
| - 92,7 % — білих - 2,4 % — азіатів - 1,8 % — чорних або афроамериканців - 0,3 % — корінних американців |

До двох чи більше рас належало 2,1 %. Частка іспаномовних становила 1,4 % від усіх жителів.
За віковим діапазоном населення розподілялося таким чином: 15,6 % — особи молодші 18 років, 65,3 % — особи у віці 18—64 років, 19,1 % — особи у віці 65 років та старші. Медіана віку мешканця становила 47,4 року. На 100 осіб жіночої статі у місті припадало 106,2 чоловіків;  на 100 жінок у віці від 18 років та старших — 110,5 чоловіків також старших 18 років.
Середній дохід на одне домашнє господарство  становив 79 620 доларів США (медіана — 57 679), а середній дохід на одну сім'ю — 99 773 долари (медіана — 79 375). Медіана доходів становила 43 125 доларів для чоловіків та 36 696 доларів для жінок. За межею бідності перебувало 12,5 % осіб, у тому числі 14,4 % дітей у віці до 18 років та 0,0 % осіб у віці 65 років та старших.
Цивільне працевлаштоване населення становило 350 осіб. Основні галузі зайнятості: мистецтво, розваги та відпочинок — 33,1 %, освіта, охорона здоров'я та соціальна допомога — 24,3 %, будівництво — 8,6 %, роздрібна торгівля — 8,3 %.